# 6e congresdistrict van Arizona

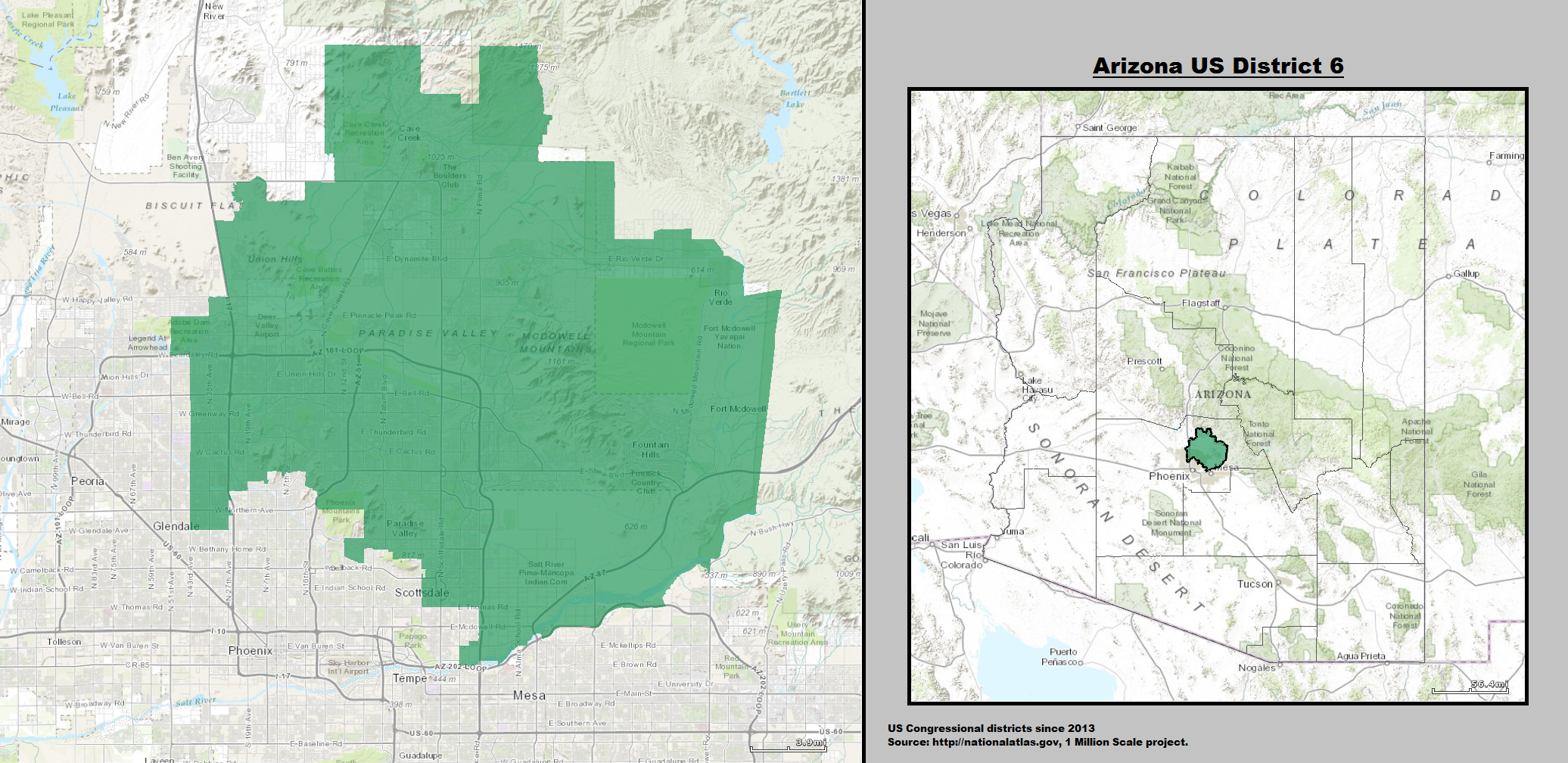
De locatie van het district in de staat Arizona.

Het 6e congresdistrict van Arizona is een kiesdistrict voor het Amerikaanse Huis van Afgevaardigden. Het district bestaat grotendeels uit de noordoostelijke delen van Phoenix. Momenteel is Republikein David Schweikert de afgevaardigde voor het district.

## Presidentsverkiezingen
| Year | Winner                                 | Winnende partij | Winnende partij      |
| ---- | -------------------------------------- | --------------- | -------------------- |
| 2000 | George W. Bush 61% - 37% Al Gore       |                 | Republikeinse Partij |
| 2004 | George W. Bush 64% - 35% John Kerry    |                 | Republikeinse Partij |
| 2008 | John McCain 61% - 38% Barack Obama     |                 | Republikeinse Partij |
| 2012 | Mitt Romney 60% - 39% Barack Obama     |                 | Republikeinse Partij |
| 2016 | Donald Trump 52% - 42% Hillary Clinton |                 | Republikeinse Partij |